# Důl Paskov

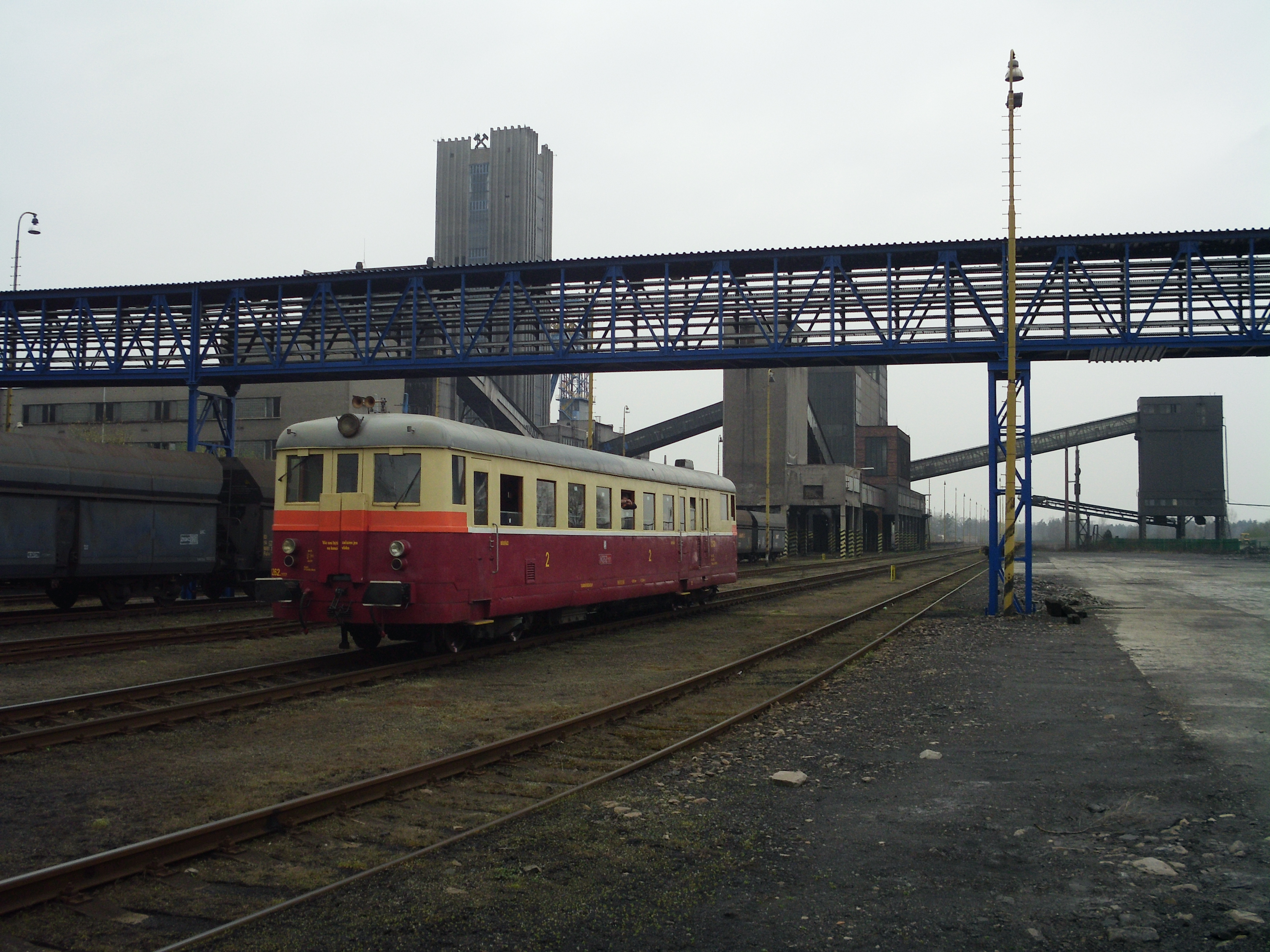
Železniční vlečka a povrchové stavby u dolu Staříč (2014)

Důl Paskov je důlní komplex společnosti OKD. Jako organizační jednotka společnosti OKD je označen názvem Závod Důl Paskov a skládá se ze tří lokalit:
- Důl Staříč, důl, sídlo vedení závodu, součástí je také uzavřená těžební lokalita Sviadnov
- Důl Chlebovice, těžební lokalita nedaleko dolu Staříč
- Důl Frenštát, důlní lokalita uvedená v roce 1991 do konzervačního provozu

Produkce dolu Paskov činila v roce 2012 celkem 950 tisíc tun koksovatelného černého uhlí. Důlní pole se rozléhá na ploše 40 km². Těžba probíhá v Podbeskydské uhelné pánvi (geomorfologický celek Ostravská pánev) a jedná se o jediný činný důl této pánve.

## Těžební lokality

### Historie
Průzkum geologického podloží na Frýdecko-Místecku probíhal již v období první světové války a k jeho ukončení došlo v roce 1955. V roce 1961 došlo k hloubení výdušné jámy a následně také vtažné jámy. V roce 1965 došlo k přípravám k těžbě ve slojích 17 a 20. V prosinci téhož roku byla zahájena těžba uhlí ve sloji 20 vlastního dolu Paskov. K těžbě v dole Staříč, který byl budován od roku 1962, došlo až v roce 1966. Při výstavbě dolů docházelo k problémům s geologickým podložím. V roce 1971 se součástí těžebních lokalit stal také úpravárenský komplex, k jehož modernizaci došlo v roce 1994. K ukončení těžby dolu Paskov v ostravsko-karvinském revíru došlo v roce 1999.

### Výbuch metanu v roce 1970
Ke konci noční směny z pátku 3. na sobotu 4. dubna 1970 došlo na Dole Paskov v OKR při trhací práci v porubu 20 100 k výbuchu metanu, který si vyžádal 26 obětí.

### Současnost
V současné době (2014) je Závod Důl Paskov provozovaný společností OKD a jeho součástí jsou tři těžební lokaliy. Lokalita dolu Staříč se nachází severně od obce Staříč a jihozápadně od města Paskov v okrese Frýdek Místek. Součástí dolu Staříč je také neaktivní těžební lokalita Sviadnov. Těžební lokalita dolu Chlebovice leží jižně od obce Staříč a severozápadně od obce Chlebovice v okrese Frýdek-Místek. Poslední těžební lokalitou je důl Frenštát ležící u města Frenštát pod Radhoštěm v okrese Nový Jičín, který byl však roku 1991 uveden do konzervačního provozu a není tedy aktivní.

## Plánování uzavření dolu
V roce 2013 oznámilo vedení společnosti New World Resources, že plánuje uzavřít důl Paskov, jehož provoz je prodělečný. O práci by tak mělo přijít až 3000 lidí. Prezident republiky Miloš Zeman a předseda vlády Jiří Rusnok usilovali o prodloužení těžby za současných podmínek minimálně do roku 2016, při vyjednáváních však nebyli úspěšní. Na počátku roku 2014 podepsal ministr průmyslu a obchodu Jiří Cienciala a ředitel společnosti OKD Dale Ekmark tzv. Memorandum o porozumění. To by mělo určit, za jakých podmínek bude těžba probíhat a zda se na ní bude podílet také stát. V červnu 2014 byla podepsána dohoda mezi zástupci vlády a společností New World Resources o prodloužení těžby do roku 2017. V listopadu 2016 věřitelský výbor rozhodl o uzavření dolu Paskov k 31. březnu 2017 kvůli ztrátě téměř 400 milionů korun za půlrok.
Okolnostmi plánovaného uzavření dolu se zabýval dokumentární film Karla Žaluda Já, horník! (2014) z cyklu Český žurnál.

## Uzavření dolu
Těžba černého uhlí v Dole Paskov byla ukončena 31. března 2017 v ranních hodinách po vyfárání poslední noční směny. Před ukončením těžby v Dole Paskov pracovalo více než 1300 zaměstnanců, z nichž asi jen 200 mělo přejít do Dolů ČSA a ČSM v karvinské části OKD. Hornické lokality Paskov, Staříč a Chlebovice byly od tohoto dne minulostí. Od 1. dubna 2017 měl bývalý Důl Paskov nové jméno Závod Útlum - Jih. Vzhledem k vyššímu věkovému průměru a omezeným příležitostem v jiných místech většina bývalých zaměstnanců počítala s využitím sociálních programů, respektive s odchodem do předčasného důchodu.